# Allophylus pinnatus
Allophylus pinnatus är en kinesträdsväxtart som beskrevs av Choux. Allophylus pinnatus ingår i släktet Allophylus och familjen kinesträdsväxter. Inga underarter finns listade i Catalogue of Life.